# ミロスラフ・ストッフ
ミロスラフ・ストッフ（Miroslav STOCH、1989年10月19日 - ）は、スロバキア・ニトラ出身のサッカー選手。ポジションはミッドフィールダー・フォワード（主にウイング、サイドミッドフィールダー）。

## 経歴
2009年2月10日のウクライナ戦に途中出場し、スロバキア代表デビュー。同年6月6日のサンマリノ戦で代表初ゴールを記録。
2009-10シーズンはチェルシーFCからレンタルという形でオランダ・エールディヴィジのFCトゥウェンテでプレー。すぐさまレギュラーに定着するとオランダ代表エルイェロ・エリアの抜けた穴を埋めるどころかそれ以上の活躍をみせ、リーグでは10ゴールを決めてFCトゥウェンテのエールディビジ初優勝に貢献した。
2010年6月10日、トルコのフェネルバフチェSKへ移籍した。

## 所属クラブ
- FCニトラ 2005-2006
- チェルシーFC 2006-2010

→ FCトゥウェンテ 2009-2010 (loan)
- フェネルバフチェSK 2010-2017

→ PAOKテッサロニキ 2013-2014 (loan)
→ アル・アインFC 2014-2015 (loan)
→ ブルサスポル (loan) 2015-2016
- SKスラヴィア・プラハ 2017-2019
- PAOKテッサロニキ 2019-2020

## 代表歴

### 出場大会
- スロバキア代表
  - 2010 FIFAワールドカップ

### 試合数
- 国際Aマッチ 60試合 6得点（2009年-2019年）[3]

| スロバキア代表 | 国際Aマッチ | 国際Aマッチ |
| 年             | 出場        | 得点        |
| -------------- | ----------- | ----------- |
| 2009           | 9           | 1           |
| 2010           | 13          | 2           |
| 2011           | 5           | 0           |
| 2012           | 8           | 1           |
| 2013           | 4           | 0           |
| 2014           | 9           | 1           |
| 2015           | 3           | 0           |
| 2016           | 4           | 1           |
| 2017           | 0           | 0           |
| 2018           | 2           | 0           |
| 2019           | 3           | 0           |
| 通算           | 60          | 6           |

## タイトル

### クラブ
チェルシーFC
- FAカップ 2008-09

FCトゥウェンテ
- エールディヴィジ 2009-10

フェネルバフチェSK
- スュペル・リグ 2010-11
- テュルキエ・クパス 2011-12, 2012-13

SKスラヴィア・プラハ
- MOLカップ 2017-18

### 個人
- FIFAプスカシュ賞 : 2012